# پل سیدخندان
پل سیدخندان پلی است در شهر تهران که در سال ۱۳۵۶ خورشیدی ساخته شد. پل سیدخندان در بزرگراه شهید قاسم سلیمانی و بر روی چهار راه سید خندان قرار دارد. خیابان‌هایی که پل بر فراز آن‌ها استوار شده، خیابان شریعتی و خیابان سهروردی می‌باشند.
تنها راه دسترسی به پل سید خندان از طریق مترو، ایستگاه مترو مصلی است.
پل سیدخندان که مرز مناطق ۷ و ۳ شهرداری تهران است، امروزه به یکی از محورهای مهم پایتخت تبدیل شده به طوری‌که دسترسی شمالی- جنوبی و شرقی -غربی آن محل تردد خودروهای زیادی است. پل سید خندان، خیابان‌های سهروردی، شریعتی و محله جلفا را به هم متصل می‌کند و از سوی دیگر خودروها را به تونل رسالت می‌رساند.
پل سیدخندان اولین پل تک پایه در ایران است که پیش از انقلاب اسلامی توسط پیمان‌کاران فرانسوی ساخته شده بود و پس از انقلاب مهندسان ایرانی توانستند با بهره‌گیری از الگوی ساخت آن، پل طبقاتی صدر را نیز به شکل تک‌پایه احداث کنند.
نام این پل برگرفته از قهوه‌خانه‌دار معروف سید جعفر شاه صاحب مشهور به سید خندان است که از افراد بزرگ و معتبر آن منطقه بوده‌است.
زیر پل سیدخندان، ایستگاه‌های تاکسی برای نقاط مختلف شهر تعبیه شده‌است. پل سیدخندان در ابتدای سال ۱۳۹۱ توسط شهرداری تهران بازسازی، بهسازی و نماسازی شد.
پروژه مذکور از سال ۴۹ تا ۵۶ ه‍.ش در طی زمانی بالغ بر هفت سال توسط پیمانکار فرانسوی ساخته شد.